# Fire It Up
Fire It Up es el vigesimotercero y último álbum de estudio del músico británico Joe Cocker, publicado por la compañía discográfica Columbia Records en noviembre de 2012. Fue grabado en los Emblem Studios Calabasas de California, y al igual que su anterior trabajo, Hard Knocks, fue producido por Matt Serletic. El álbum fue publicado en formato CD y en edición deluxe con un DVD extra.
Tras su publicación, Fire It Up alcanzó el puesto diecisiete en la lista británica UK Albums Chart y entró en el top 10 de las listas de discos más vendidos en Alemania, Austria y Suiza. En Alemania fue además certificado disco de platino por la Bundesverband Musikindustrie (BVMI) al vender más de 200 000 copias en el país.
Fire It Up fue el último disco de estudio de Cocker, que falleció el 22 de diciembre de 2014 a los setenta años de edad a causa de un cáncer de pulmón. El lanzamiento de Fire It Up fue seguido de una gira recogida en el álbum en directo Fire It Up Live, publicado en 2013.

## Lista de canciones
| N.º | Título                                        | Escritor(es)                                                                                  | Duración |  |
| 1.  | «Fire It Up»                                  | Alan Frew, Johnny Reid, Marty Dodson                                                          |          |  |
| 2.  | «I'll Be Your Doctor»                         | Jeff Trott, Victoria Horn, Steve McMorran                                                     |          |  |
| 3.  | «You Love Me Back»                            | Steve Diamond, Stephanie Bentley, Dennis Matkosky                                             |          |  |
| 4.  | «I Come in Peace»                             | Rick Brewster, Ross Wilson                                                                    |          |  |
| 5.  | «You Don't Need a Million Dollars»            | Rob Giles                                                                                     |          |  |
| 6.  | «Eye on the Prize»                            | Marc Broussard, Courtlan Clement, Chad Gilmore, De Marco Johnson, Jamie Kenney, Calvin Turner |          |  |
| 7.  | «Younger»                                     | Gary Burr                                                                                     |          |  |
| 8.  | «You Don't Know What You're Doing to Me»      | Tyler Hilton, Wayne Kirkpatrick                                                               |          |  |
| 9.  | «The Letting Go»                              | Charlie Evans, Joss Stone, Graham Lyle                                                        |          |  |
| 10. | «I'll Walk in the Sunshine Again»             | Keith Urban                                                                                   |          |  |
| 11. | «Weight of the World»                         | Kevin Bowe, Joe Stark                                                                         |          |  |
| 12. | «The Last Road» (Tema extra)                  | Matt Serletic, Aimée Proal, Dave Katz, Sam Hollander                                          |          |  |
| 13. | «Walk Through the World with Me» (Tema extra) | Marc Cohn, John Leventhal                                                                     |          |  |
| 14. | «Let Love Decide» (Tema extra en iTunes)      |                                                                                               |          |  |

| DVD extra (Live in Los Angeles, sept. 2012) |                                    |                                                                                          |          |  |
| N.º                                         | Título                             | Escritor(es)                                                                             | Duración |  |
| 1.                                          | «Fire It Up»                       | Alan Frew/Johnny Reid/Marty Dodson                                                       |          |  |
| 2.                                          | «I'll Be Your Doctor»              | Jeff Trott/Victoria Horn/SteveMcMorran                                                   |          |  |
| 3.                                          | «You Love Me Back»                 | Steve Diamond/Stephanie Bentley/Dennis Matkosky                                          |          |  |
| 4.                                          | «Eye on the Prize»                 | Marc Broussard/Courtlan Clement/Chad Gilmore/De Marco Johnson/Jamie Kenney/Calvin Turner |          |  |
| 5.                                          | «I Come in Peace»                  | Rick Brewster/Ross Wilson                                                                |          |  |
| 6.                                          | «You Don't Need a Million Dollars» | Rob Giles                                                                                |          |  |

## Personal
- Voz – Joe Cocker
- Guitarra – Ray Parker, Jr., Joel Shearer, Tim Pierce, Tom Bukovac
- Bajo – Chris Chaney
- Batería – Dorian Crozier
- Teclados – Jamie Muhoberac, Matt Serletic, Michael Finnigan
- Programación – Matt Serletic
- Trombón – Jeff Babko
- Saxofón – George Shelby, Cleto Escobedo III
- Trompeta – Jamie Hovorka, John Daversa
- Coros – Sherree Brown, Mabvuto Carpenter, Ayana Williams, Kara Britz, Michael Finnigan, Maxine Waters, Julia Waters, Anh Nguyen, Melinda Porto, Nicholas Tubbs, Melanie Fernández, Richie Ferris, Jeremy Hitch
- Violín – Julie Gigante, Roger Wilkie
- Viola – Brian Dembow
- Chelo – Steve Erdody

## Posición en listas
| País              | Lista                 | Posición |
| ----------------- | --------------------- | -------- |
| Alemania          | Media Control Charts  | 5        |
| Austria           | Austrian Albums Chart | 9        |
| Bélgica (Flandes) | Ultratop 200          | 63       |
| Bélgica (Valonia) | Ultratop 200          | 59       |
| Francia           | SNEP Albums Chart     | 128      |
| Países Bajos      | Dutch Top 40          | 32       |
| Reino Unido       | UK Albums Chart       | 17       |
| Suiza             | Swiss Albums Chart    | 5        |

## Certificaciones
| País     | Organismo certificador | Certificación | Ventas certificadas | Ref.  |
| -------- | ---------------------- | ------------- | ------------------- | ----- |
| Alemania | BVMI                   | Platino       | 500 000             | [ 3 ] |